# Natascha Geisler
Natascha Geisler (* 17. Dezember 1975 in München; bürgerlich Natascha Schaff) ist eine deutsche Synchronsprecherin. Sie leiht unter anderem Marion Cotillard, Jennifer Lopez oder der indischen Bollywood-Schauspielerin Kajol ihre Stimme.

## Leben und Wirken

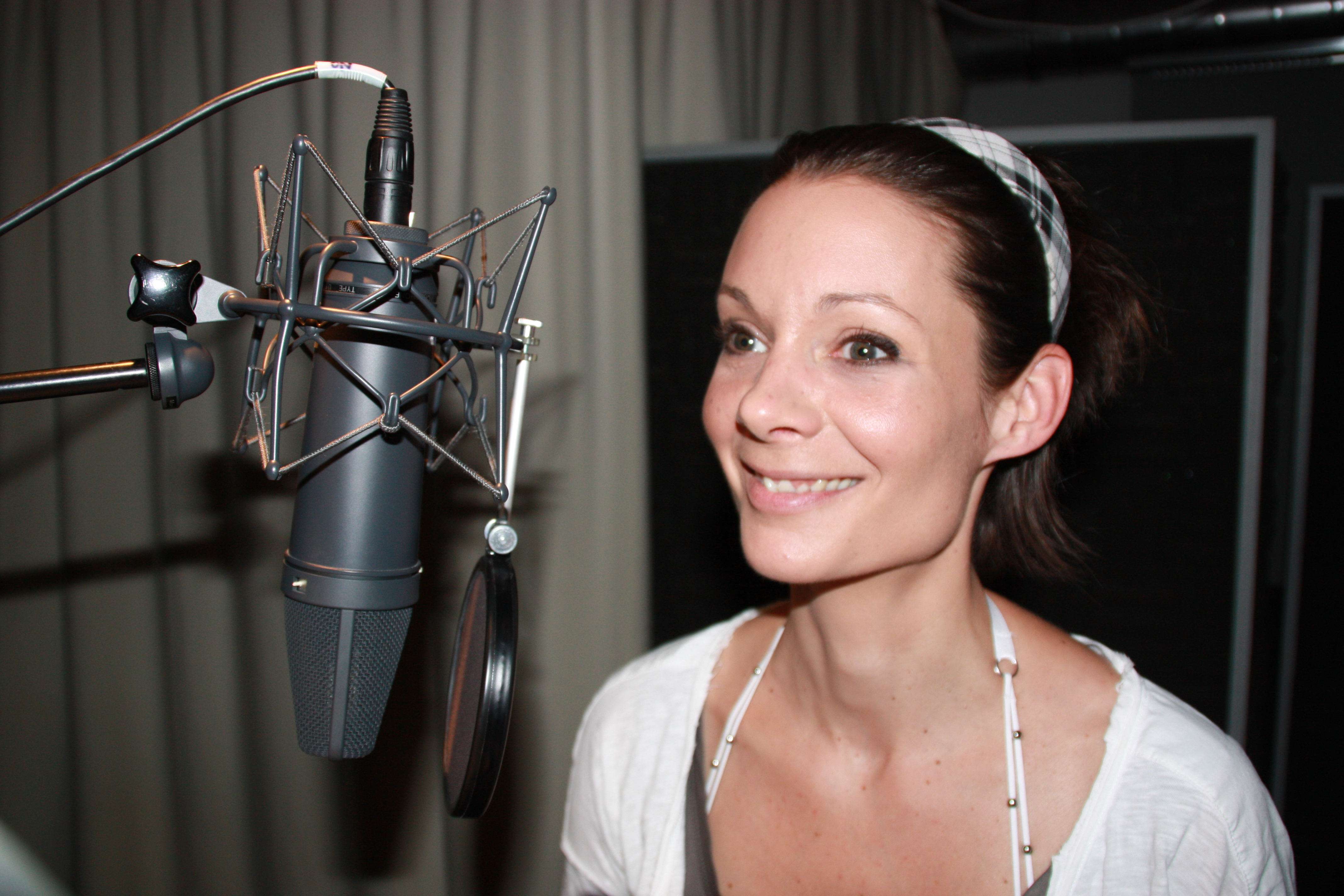
Natascha Geisler während einer Synchronaufnahme (2011)

Die Tochter des Schauspielers Achim Geisler trat im Alter von neun Jahren erstmals vor der Kamera auf, als sie in Episode 29 der ZDF-Kinderserie Anderland mitwirkte. Mit der Synchronisation von Charlotte Burke in dem britischen Psychodrama Paperhouse – Albträume werden wahr übernahm sie 1988 als 13-Jährige ihre erste Hauptrolle. Nach Erlangen der Mittleren Reife im Jahr 1993 lebte sie vier Jahre in Italien, nahm jedoch weiterhin Synchronaufträge in München wahr. So sprach sie unter anderem Christina Ricci in der Tragikomödie Now and Then – Damals und heute (1995) und Heather Graham im Horrorfilm Scream 2 (1997). 1998 kehrte sie in ihre Heimatstadt zurück. Dort wurde sie im gleichen Jahr für die Synchronisation von Hilary Swank als Carly Reynolds in der achten Staffel von Beverly Hills, 90210 verpflichtet. Im Fernsehen ist sie zudem die deutsche Stimme von Rachel Luttrell als Teyla Emmagan in Stargate Atlantis (2004–2009), Kandyse McClure als Anastasia Dualla in Battlestar Galactica (2005–2010), Daniela Ruah als Special Agent Kensi Blye in Navy CIS: L.A. (seit 2010) oder von Melissa George als Clara Musso in Lie to Me (2010–2011).
In The Cell (2000) lieh Geisler erstmals Hauptdarstellerin Jennifer Lopez ihre Stimme. Alternierend mit Ghadah Al-Akel wurde sie auch für nachfolgende Produktionen der US-Amerikanerin engagiert, unter anderem in Darf ich bitten? (2004) und Plan B für die Liebe (2010). Seit Public Enemies (2009) wurde Natascha Geisler zudem für die Synchronisation der französischen Schauspielerin Marion Cotillard eingesetzt, darunter in der Musical-Verfilmung Nine (2009) und im Science-Fiction-Heist-Movie Inception (2010). Zu weiteren Einsätzen in Kinoproduktionen gehören Charlize Theron in Gottes Werk & Teufels Beitrag (1999), Natalie Portman in Unterwegs nach Cold Mountain (2003) und Maggie Gyllenhaal in The Dark Knight (2008). Im Adventure Black Sails (2010) lieh sie der Reporterin Anna ihre Stimme.

## Persönliches
Natascha Geisler lebt seit 2008 in Berlin und ist, nach der Trennung vom Synchronsprecher Christian Weygand, seit 2011 mit dem Schauspieler und Synchronregisseur Frank Schaff verheiratet. Mit ihrem ersten Mann hat sie zwei Söhne.

## Synchronrollen (Auswahl)
für Jennifer Lopez
- 2000: The Cell als Catherine Deane
- 2003: Liebe mit Risiko – Gigli als Ricki
- 2004: Darf ich bitten? als Paulina
- 2004: Jersey Girl als Gertrude Steiney
- 2005: Das Schwiegermonster als Charlotte „Charlie“ Cantilini
- 2010: Plan B für die Liebe als Zoe
- 2012: Was passiert, wenn’s passiert ist als Holly
- 2013: Parker als Leslie Rodgers
- 2015: The Boy Next Door als Claire Peterson
- 2018: Manhattan Queen als Maya
- 2019: Hustlers als Ramona
- 2023: The Mother als Die Mutter

für Kajol
- 2004: In guten wie in schweren Tagen als Anjali Sharma
- 2005: Und ganz plötzlich ist es Liebe … als Anjali Sharma
- 2006: Wer zuerst kommt, kriegt die Braut als Simran Singh
- 2006: Fanaa als Zooni Ali Beg
- 2008: U, Me Aur Hum als Piya Mehra
- 2010: My Name Is Khan als Mandira Rathod Khan
- 2010: We Are Family als Maya
- 2016: Dilwale – Ich liebe Dich als Meera Malik

für Marion Cotillard
- 2010: Kleine wahre Lügen als Marie
- 2010: Inception als Mal
- 2013: Blood Ties als Monica
- 2013: The Immigrant als Ewa Cybulska
- 2014: Zwei Tage, eine Nacht als Sandra
- 2015: Macbeth als Lady Macbeth
- 2020: Die fantastische Reise des Dr. Dolittle als Tutu

für Maggie Gyllenhaal
- 2005: Happy Endings als Jude
- 2008: The Dark Knight als Rachel Dawes
- 2010: Eine zauberhafte Nanny – Knall auf Fall in ein neues Abenteuer als Mrs. Green

für Annie Parisse
- 2007–2008: Law & Order als Stellv. Bezirksstaatsanwältin Alexandra Borgia
- 2012–2014, 2016: Person of Interest als Kara Stanton
- 2013: The Following als Debra Parker

für Kirsten Dunst
- 2011: Melancholia als Justine
- 2014: Die zwei Gesichter des Januars als Colette MacFarland
- 2012: Die Hochzeit unserer dicksten Freundin als Regan

für Jennifer Garner
- 2000–2001: New York Life – Endlich im Leben! als Romy Sullivan
- 2001–2002: Felicity als Hannah Bibb

für Melissa George
- 2001: Sugar & Spice als Cleo Miller
- 2009: Grey’s Anatomy als Dr. Sadie Harris

für Natasha Henstridge
- 2002: Ghosts of Mars als Lt. Melanie Ballard
- 2002: Riders als Karen

für Mélanie Laurent
- 2009: Das Konzert als Anne–Marie Jacquet / Lea
- 2013: Nachtzug nach Lissabon als junge Estefania

für Simone Kessell
- 2012: Terra Nova als Lt. Alicia Washington
- 2022: Obi-Wan Kenobi als Breha Organa

für Maite Perroni
- 2020–2022: Dunkle Leidenschaft als Alma Solares
- 2023: Drei Leben als Rebecca Fuentes et al.

### Filme
- 2000: Eins, zwei, Pie – Wer die Wahl hat, hat die Qual als Patty (Emmanuelle Chriqui)
- 2000: Girls United als Courtney (Clare Kramer)
- 2000: The Gift – Die dunkle Gabe als Jessica King (Katie Holmes)
- 2001: Sweet November – Eine Liebe im Herbst als Sara Deever (Charlize Theron)
- 2002: Irreversible als Alex (Monica Bellucci)
- 2004: The I Inside – Im Auge des Todes als Clair (Sarah Polley)
- 2005: The Descent – Abgrund des Grauens als Juno Kaplan (Natalie Mendoza)
- 2005: London – Liebe des Lebens? als London (Jessica Biel)
- 2005: Mayday – Katastrophenflug 52 als Sharon Crandall (Kelly Hu)
- 2006: Der Italiener als Teresa (Jasmine Trinca)
- 2007: Die Solomon Brüder als Janine (Kristen Wiig)
- 2008: Doomsday – Tag der Rache als Eden Sinclair (Rhona Mitra)
- 2009: OSS 117 – Der Spion, der sich liebte als Larmina El Akmar Betouche (Bérénice Bejo)
- 2010: So spielt das Leben als Alison Novak (Christina Hendricks)
- 2011: Haywire als Mallory Kane (Gina Carano)
- 2011: Pakt der Rache als Laura Gerard (January Jones)
- 2012: Drive als Irene (Carey Mulligan)
- 2012: Who Killed Marilyn? als Candice Lecoeur (Sophie Quinton)
- 2013: Fliegende Liebende als Alba (Paz Vega)
- 2013: Shootout – Keine Gnade als Lisa Bonomo (Sarah Shahi)
- 2013: Rush – Alles für den Sieg als Suzy Miller (Olivia Wilde)
- 2014: Storm Hunters als Allison Stone (Sarah Wayne Callies)
- 2015: The Gunman als Annie (Jasmine Trinca)
- 2021: Black Widow als Antonia Dreykov (Olga Kurylenko)
- 2021: Als ein Stern vom Himmel fiel als Proxima (Anna Geislerová)
- 2024: The Deliverance als Rev. Bernice James (Aunjanue Ellis)

### Serien
- 1998–1999: Beverly Hills, 90210 als Carly Reynolds (Hilary Swank)
- 2000–2003: Sabrina – Total Verhext! als Roxie King (Soleil Moon Frye)
- 2005–2009: Stargate Atlantis als Teyla Emmagan (Rachel Luttrell)
- 2007–2008: ReGenesis als Caroline Morrison (Maxim Roy)
- 2008: Blind Justice – Ermittler mit geschärften Sinnen als Christie Dunbar (Rena Sofer)
- 2008–2009: Ganz schön schwanger als Lauren Stone (Jennifer Westfeldt)
- 2009: Torchwood als Toshiko Sato (Naoko Mori)
- 2009–2010: Supernatural als Ruby (Genevieve Padalecki)
- 2009–2010: Heroes als Daphne Millbrook (Brea Grant)
- 2009–2012: My Boys als P.J. Franklin (Jordana Spiro)
- 2010: 24 als Dana Walsh (Katee Sackhoff)
- 2010: The Pacific als Stella (Claire van der Boom)
- 2010: The Forgotten – Die Wahrheit stirbt nie als Grace Russell (Rochelle Aytes)
- 2010–2011, 2014: The Mentalist als Madeleine Hightower (Aunjanue Ellis)
- 2010–2023: Navy CIS: L.A. als Special Agent Kensi Blye (Daniela Ruah)
- 2011: Miami Medical als Dr. Eva Zambrano in (Lana Parrilla)
- 2011: White Collar als Lauren Cruz (Natalie Morales)
- 2012: Transporter: Die Serie als Juliette Dubois (Delphine Chanéac)
- 2012–2014: Dr. Dani Santino – Spiel des Lebens als Dani Santino (Callie Thorne)
- 2013: The Mob Doctor als Dr. Grace Devlin (Jordana Spiro)
- 2013–2014: Fairly Legal als Lauren Reed (Virginia Williams)
- 2013–2020: Vikings als Lagertha Lothbrok (Katheryn Winnick)
- 2013–2018: Grimm als Rosalee Calvert (Bree Turner)
- 2014–2016: Devious Maids – Schmutzige Geheimnisse als Marisol Suarez (Ana Ortiz)
- 2015–2021: Mom als Jill Kendall (Jaime Pressly)
- 2017–2022: This Is Us – Das ist Leben als Beth Pearson (Susan Kelechi Watson)
- 2017: Once Upon a Time – Es war einmal … als Prinzessin Jasmin (Karen David)
- 2017–2018, 2020: The Good Doctor als Jessica Preston (Beau Garrett)
- 2019–2020: L.A.’s Finest als Sydney Burnett (Gabrielle Union)
- 2020–2021: Der Babysitter-Club als Elizabeth Thomas-Brewer (Alicia Silverstone)
- Seit 2020: Jujutsu Kaisen als Mei Mei (Kotono Mitsuishi)
- 2021: WandaVision als Dottie Jones (Emma Caulfield)

## Auszeichnungen
- 2011: Die Silhouette in der Kategorie „Beste Synchronschauspielerin in einer Nebenrolle / Film“ als deutsche Stimme von Marion Cotillard in Inception